# 大分県道217号臼杵津久見線
大分県道217号臼杵津久見線（おおいたけんどう217ごう うすきつくみせん）は、大分県臼杵市から津久見市に至る一般県道である。

## 概要
臼杵市大字臼杵から津久見市大字上青江に至る。
臼津バイパス供用以前は国道217号の一部であった。

### 路線データ
- 起点：大分県臼杵市[1]大字臼杵（大分県道33号臼杵停車場線交点）
- 終点：大分県津久見市大字上青江（上青江交差点、国道217号交点、大分県道648号津久見インター線起点）

## 歴史
かつては国道217号の一部であったが、1972年（昭和47年）3月の臼津バイパス開通に伴い、同番号の大分県道217号臼杵津久見線に指定換えされた。
1983年（昭和58年）には下浦トンネルが拡幅されている。下浦トンネルは、2013年（平成25年）10月15日深夜に天井が崩落し通行止めとなったが、2014年（平成26年）7月15日深夜に開通した。
2016年（平成28年）7月には、大雨により臼杵市大泊 - 津久見市徳浦間が全面通行止めになったが、11月2日に規制が解除された。

## 路線状況

### 道路施設

#### 橋梁
- 清流橋（海添川、臼杵市）

#### トンネル
起点から
- 臼津隧道：延長332 m、1948年（昭和23年）竣工、臼杵市 - 津久見市
- 徳浦トンネル：延長62 m、1936年（昭和11年）竣工、津久見市
- 下浦トンネル：延長154 m、1936年（昭和11年）竣工、津久見市
- 水晶山トンネル：延長497 m、1997年（平成9年）竣工、津久見市

## 地理
起点（臼杵市側）から大泊までは海に沿った2車線道路で、制限速度は時速40 kmとされており、右側はみ出し禁止の黄色いセンターラインが入っている。大分県道707号大泊浜徳浦線の信号交差点を過ぎると1車線区間が混じるようになりヘアピンカーブが続く。
臼杵市と津久見市の境の臼津峠にある臼津トンネルは、素掘りのトンネルであり、高さ制限3.7 mである。徳浦の信号交差点を過ぎてセメント工場内を通り、下浦トンネルを過ぎると、国道217号の交差点に出る。ここが終点である。

### 通過する自治体
- 臼杵市
- 津久見市

### 交差する道路
| 交差する道路                                               | 市町村名 | 交差する場所 | 交差する場所                    |
| ---------------------------------------------------------- | -------- | ------------ | ------------------------------- |
| 大分県道33号臼杵停車場線                                   | 臼杵市   | 大字臼杵     | 起点                            |
| 大分県道510号臼杵港線                                      | 臼杵市   | 大字板知屋   |                                 |
| 大分県道707号大泊浜徳浦線                                  | 臼杵市   | 大字大泊     |                                 |
| 大分県道707号大泊浜徳浦線                                  | 津久見市 | 合ノ元町     |                                 |
| E10 東九州自動車道 国道217号 大分県道648号津久見インター線 | 津久見市 | 大字上青江   | 上青江交差点 / 終点 18 津久見IC |

### 交差する鉄道
- 日豊本線

### 沿線
- E10 東九州自動車道 17 津久見IC

### 峠
- 臼津峠（臼杵市 - 津久見市）